# Arquidiócesis de Saurimo
La arquidiócesis de Saurimo (en latín: Archidioecesis Saurimoensis y en portugués: Arquidiocese de Saurimo) es una circunscripción eclesiástica de la Iglesia católica en Angola. Se trata de una arquidiócesis latina, sede metropolitana de la provincia eclesiástica de Saurimo. Desde el 12 de abril de 2011 su arzobispo es José Manuel Imbamba.

## Territorio y organización
La arquidiócesis tiene 77 600 km² y extiende su jurisdicción sobre los fieles católicos de rito latino residentes en la provincia de Lunda Sur.
La sede de la arquidiócesis se encuentra en la ciudad de Saurimo (llamada Henrique de Carvalho hasta 1975), en donde se halla la Catedral de Nuestra Señora de la Asunción. 
La arquidiócesis tiene como sufragáneas a las diócesis de: Dundo y Luena.
En 2020 en la arquidiócesis existían 6 parroquias.

## Historia
La diócesis de Henrique de Carvalho fue erigida el 10 de agosto de 1975 con la bula Ut apostolicum del papa Pablo VI, obteniendo el territorio de la diócesis de Malanje (hoy arquidiócesis de Malanje). Originalmente era sufragánea de la arquidiócesis de Luanda.
El 16 de mayo de 1979 asumió el nombre de diócesis de Saurimo en virtud del decreto Cum Excellentissimus de la Congregación para la Evangelización de los Pueblos.
El 9 de noviembre de 2001 cedió una parte de su territorio para la erección de la diócesis de Dundo mediante la bula Angoliae evangelizandae del papa Juan Pablo II.
El 12 de abril de 2011 fue elevada al rango de arquidiócesis metropolitana con la bula Quandoquidem accepimus del papa Benedicto XVI.

## Estadísticas
Según el Anuario Pontificio 2021 la arquidiócesis tenía a fines de 2020 un total de 70 601 fieles bautizados.
| Año                                                                             | Población            | Población | Población      | Sacerdotes | Sacerdotes    | Sacerdotes    | Bautizados por sacerdote | Diáconos permanentes | Religiosos | Religiosos | Parroquias |
| Año                                                                             | Bautizados católicos | Total     | % de católicos | Total      | Clero secular | Clero regular | Bautizados por sacerdote | Diáconos permanentes | Varones    | Mujeres    | Parroquias |
| ------------------------------------------------------------------------------- | -------------------- | --------- | -------------- | ---------- | ------------- | ------------- | ------------------------ | -------------------- | ---------- | ---------- | ---------- |
| 1980                                                                            | 41 000               | 307 500   | 13.3           | 8          |               | 8             | 5125                     |                      | 9          | 15         | 7          |
| 1990                                                                            | 46 000               | 369 000   | 12.5           | 8          | 4             | 4             | 5750                     |                      | 6          | 18         | 10         |
| 1999                                                                            | 78 300               | 710 000   | 11.0           | 11         | 6             | 5             | 7118                     |                      | 5          | 24         | 3          |
| 2000                                                                            | 80 500               | 740 000   | 10.9           | 10         | 6             | 4             | 8050                     |                      | 4          | 22         | 3          |
| 2001                                                                            | 40 000               | 400 000   | 10.0           | 7          | 6             | 1             | 5714                     |                      | 5          | 13         | 2          |
| 2002                                                                            | 35 000               | 270 000   | 13.0           | 7          | 6             | 1             | 5000                     |                      | 5          | 14         | 2          |
| 2003                                                                            | 48 000               | 310 000   | 15.5           | 9          | 6             | 3             | 5333                     |                      | 4          | 14         | 2          |
| 2004                                                                            | 56 000               | 380 000   | 14.7           | 9          | 6             | 3             | 6222                     |                      | 4          | 16         | 3          |
| 2010                                                                            | 61 700               | 410 000   | 15.0           | 18         | 9             | 9             | 3427                     |                      | 13         | 22         | 5          |
| 2014                                                                            | 63 815               | 456 000   | 14.0           | 18         | 9             | 9             | 3545                     |                      | 12         | 26         | 6          |
| 2017                                                                            | 65 889               | 544 000   | 12.1           | 16         | 9             | 7             | 4118                     |                      | 14         | 25         | 6          |
| 2020                                                                            | 70 601               | 522 077   | 13.5           | 18         | 10            | 8             | 3922                     |                      | 18         | 27         | 6          |
| Fuente: Catholic-Hierarchy, que a su vez toma los datos del Anuario Pontificio. |                      |           |                |            |               |               |                          |                      |            |            |            |

## Episcopologio
- Manuel Franklin da Costa † (10 de agosto de 1975-3 de febrero de 1977 nombrado arzobispo de Huambo)
- Pedro Marcos Ribeiro da Costa † (3 de febrero de 1977-15 de enero de 1997 retirado)
- Eugenio Dal Corso, P.S.D.P. (15 de enero de 1997 por sucesión-18 de febrero de 2008 nombrado obispo de Benguela)
  - Sede vacante (2008-2011)
- José Manuel Imbamba, desde el 12 de abril de 2011